# سیارک ۱۱۴۳۸
سیارک ۱۱۴۳۸ (به انگلیسی: 11438 Zeldovich، نامگذاری:1973QR1) یازده هزار و چهارصد و سی و هشتمین سیارک کشف شده‌است که در ۲۹ اوت ۱۹۷۳ کشف شد.
قدر مطلق سیارک برابر ۱۳٫۸۰ است.